# Parlementarisme

Constitutionele monarchieën met parlementarisme zijn rood gemarkeerd. Parlementaire republieken, waar het parlement superieur is aan een staatshoofd, vaak president genoemd, zijn oranje gemarkeerd. Presidentiële systemen met een staatshoofd dat verantwoording verschuldigd is aan het parlement zijn groen gemarkeerd.

Parlementarisme is een regeringsvorm waarbij een regering ofwel een meerderheid in het parlement achter zich moet hebben (positief parlementarisme) of geen meerderheid tegen zich mag hebben (negatief parlementarisme). 
Het kan grofweg worden onderverdeeld in negatief en positief parlementarisme, waarbij beide systemen een unieke dynamiek creëren in het formatieproces en het functioneren van regering en oppositie. Negatief parlementarisme bevordert doorgaans een politieke cultuur van blokpolitiek en flexibele meerderheden, vaak resulterend in minderheidskabinetten. Positief parlementarisme daarentegen stimuleert centrumpolitiek en vaste meerderheidskabinetten, doordat expliciete steun van een parlementaire meerderheid vereist is.

## Verschijningsvormen
Parlementarisme kent een spectrum van negatief tot positief, waarbij geen enkel land volledig aan een van de uitersten voldoet. De meeste democratieën combineren elementen van beide vormen, afhankelijk van hun institutionele tradities, politieke cultuur en grondwettelijke regels. 

### Negatief parlementarisme
In landen met negatief parlementarisme kan een regering functioneren zonder dat expliciete goedkeuring van het parlement nodig is. Zolang er geen meerderheid is die zich tegen de regering uitspreekt heeft een regering vertrouwen. is de installatie van een regering vaak een passief proces, waarbij er geen expliciete goedkeuring door het parlement nodig is. De val van de regering vereist een motie van wantrouwen die door een meerderheid gesteund wordt om de regering te ontslaan. Dit model kent snelle regeringsformaties en een grotere kans op minderheidskabinetten. Het systeem geeft ook ruimte voor stemonthoudingen, die kunnen worden gebruikt bij minderheidsregeringen met gedoogconstructies, waar de oppositie passieve steun verleent zonder expliciet voor de regering te stemmen.

### Positief parlementarisme
Positief parlementarisme vereist dat een nieuwe regering expliciet goedkeuring krijgt van een parlementaire meerderheid voordat deze aan de slag kan. Omdat regeringen bij hun installatie expliciet parlementaire steun nodig hebben, ontstaan er vaak meerderheidskabinetten. Het model legt de nadruk op interne samenhang van regeringscoalities omdat de stabiliteit van een regering afhangt van de regeringscoalitie zelf. Het kabinet valt zodra het de actieve steun van de meerderheid verliest. Dit systeem legt de nadruk op een vast mandaat voor de regering, waarbij fractiediscipline vereist is, en waar stemonthoudingen doorgaans als zwakte of onbeslistheid worden beschouwd. De oppositie heeft minder grip op de val van een regering, omdat de focus ligt op het behouden van interne steun binnen de coalitie. Het model bevordert  centrumpolitiek met lange formaties omdat er een brede meerderheid nodig is om een regeringen te vormen en te handhaven. Een voorbeeld van positief parlementarisme is Nederland. Hoewel er in Nederland geen stemming nodig is bij installatie, is er wel sprake van een sterke norm die voorschrijft dat een kabinet ondersteund moeten worden door een meerderheid in het parlement.

## Kenmerken en verschillen
De verschillen tussen deze twee systemen benadrukken niet alleen de machtsdynamiek tussen regering en parlement, maar ook de politieke cultuur en de mate van samenwerking of confrontatie die het parlementaire systeem aanmoedigt. De tabel hieronder schetst de belangrijkste basiskenmerken van beide systemen, met daarbij enkele voorbeeldlanden.
| Kenmerk                                    | Negatief parlementarisme | Positief parlementarisme |
| ------------------------------------------ | --- | --- |
| Installatie regering                       | Geen expliciete stemming nodig, tenzij aangevraagd door de regering.                                                         | Expliciete parlementaire goedkeuring vereist door een vertrouwensstemming.                                                           |
| Val van de regering                        | Wanneer de oppositie een absolute meerderheid behaalt bij verkiezingen en wanneer een motie van wantrouwen wordt aangenomen. | Na elke verkiezing, zodra het de actieve steun van één of meer coalitiepartners verliest en na een aangenomen motie van wantrouwen.  |
| Parlementair stelsel                       | Eenkamerstelsels domineren, waarbij een eenvoudige meerderheid in één kamer volstaat.                                        | Tweekamerstelsels zijn gebruikelijker, waarbij zowel de lagere als de hogere kamer betrokken zijn bij het bereiken van meerderheden. |
| Formatieproces                             | Van groot naar klein: een ideologisch blok wint en binnen dat blok wordt bepaald wie regeert of gedoogt.                     | Van klein naar groot: de grootste partij krijgt het initiatief en zoekt samenwerking met anderen.                                    |
| Besturen en gedogen                        | Middenpartijen vormen de kern van het bestuur, terwijl flankpartijen vaak gedogen zonder mee te regeren.                     | Bestuurderspartijen vormen brede middencoalities, terwijl gedoogconstructies met flankpartijen zelden voorkomen.                     |
| Stemonthoudingen en relatieve meerderheden | Gebruikelijk en strategisch gebruikt bij passieve steun in minderheidsregeringen met gedoogconstructies.                     | Ongebruikelijk door de nadruk op fractiediscipline, coalitiestabiliteit en het nemen van regeringsverantwoordelijkheid.              |
| Oppositiestructuur                         | Ideologisch verwante oppositiepartijen verenigen zich als blok om een machtsalternatief te vormen.                           | Gespleten en versnipperde oppositie, met concurrentie zelfs binnen ideologische stromingen.                                          |
| Voorbeeldlanden                            | Denemarken, Zweden en Noorwegen                                                                                              | Duitsland, België en (bepaalde elementen in) Nederland.                                                                              |

## Bestuurscultuur
De verdeling tussen negatief en positief parlementarisme weerspiegelt niet alleen institutionele verschillen, maar ook diepgewortelde politieke culturen. In landen met negatief parlementarisme ligt de nadruk op flexibiliteit, conflict en ad-hoc-samenwerking, wat leidt tot een dynamische en pragmatische politieke cultuur van blokpolitiek. Voor kiezers staan brede blokken tegenover elkaar, en wordt de politiek vaak gekenmerkt door duidelijke keuzes en volledige machtswisselingen.  
Positief parlementarisme daarentegen bevordert consensus en continuïteit, met een focus op langdurige samenwerking binnen het politieke midden. Dit leidt tot een politiek klimaat van centrumpolitiek waarin compromissen en incrementele veranderingen de norm zijn, en waar sommige oppositiepartijen een positie hebben als permanente oppositie.  
De tabellen hieronder laten zien hoe deze bestuursculturen zich vertalen in concrete kenmerken van beide systemen. 
| Kenmerk                            | Negatief parlementarisme                                                                                                  | Positief parlementarisme                                                                          |
| ---------------------------------- | --- | ------------------------------------------------------------------------------------------------- |
| Frequentie vervroegde verkiezingen | Laag, vanwege de mogelijkheid om door te regeren met wisselende meerderheden.                                             | Relatief hoog, vanwege de afhankelijkheid van expliciet parlementair vertrouwen.                  |
| Verkiezingsstrategie oppositie     | Oppositiepartijen presenteren zich samen als alternatief voor de huidige regering.                                        | Oppositiepartijen proberen vooral individueel te scoren wat leidt tot gefragmenteerde campagnes.  |
| Electorale allianties              | Alleen door blokvorming van ideologisch verwante partijen kan de macht worden overgenomen van de zittende regering.       | Ongebruikelijk en risicovol omdat de grootste partij het initiatief krijgt bij de formatie.       |
| Gevolg voor kiezers                | Duidelijke keuzes en alternatieven door herkenbare blokken.                                                               | Onduidelijke keuzes door versnippering en gebrek aan scherpe tegenstellingen.                     |
| Verkiezingswinst                   | Partijen die als verkiezingsblok een meerderheid behalen, winnen automatisch omdat ze niet meer weggestemd kunnen worden. | Afhankelijk van hoe individuele partijen presteren en samenwerken binnen een gefragmenteerd veld. |
| Machtwisseling                     | De zittende regering wint of wordt vervangen door het oppositieblok wanneer deze een meerderheid heeft behaald.           | Nieuwe coalities bestaan uit zittende en nieuwe partijen.                                         |
| Formatieduur                       | Snel en pragmatisch, zonder strikte eisen aan parlementaire meerderheden.                                                 | Langdurig, met nadruk op brede coalitievorming.                                                   |
| Dominante kabinetsoort             | Minderheidskabinetten zijn gangbaar.                                                                                      | Meerderheidskabinetten zijn de norm.                                                              |

| Kenmerk                       | Negatief parlementarisme                                                                        | Positief parlementarisme                                                                              |
| ----------------------------- | ----------------------------------------------------------------------------------------------- | --- |
| Regeringscultuur              | Regeringsvorming binnen ideologische blokken gecombineerd met beleidsvorming over blokken heen. | Regeringsvorming en beleidsvorming volgen uit compromissen binnen brede middencoalities.              |
| Regeerakkoord                 | Akkoorden op hoofdlijnen, met ruimte voor flexibiliteit.                                        | Gedetailleerde akkoorden die beleid voor de hele regeerperiode vastleggen.                            |
| Beleidsvernieuwing            | Innovatief beleid mogelijk omdat bijna elke meerderheid kan worden benut.                       | Beleid is gericht op coalitiecompromissen waardoor parlementsmeerderheden geblokkeerd kunnen worden.  |
| Politieke dynamiek            | Wisselende ad-hoc-meerderheden mogelijk per beleidsonderwerp.                                   | Gericht op behoud van interne coalitie-eenheid.                                                       |
| Oppositiestrategie            | Gekenmerkt door constructieve samenwerking om eigen beleid te verwezenlijken.                   | Gekenmerkt door beperkte beleidsbeïnvloeding en het frustreren van de cohesie van de coalitie.        |
| Debat en conflict             | Levendige debatten met actieve rol voor de oppositie in beleid en toezicht.                     | Veelal verdedigende symbolische debatten omdat het conflict vooral binnen de coalitie wordt opgelost. |
| Democratische representatie   | Brede inclusie omdat alle partijen invloed uit kunnen oefenen en nodig zijn voor meerderheden.  | Minder representatief vanwege focus op coalitiebelangen van middenpartijen.                           |
| Dominante bestuurderspartijen | Centrum-links.                                                                                  | Centrum-rechts.                                                                                       |
| Omgang met polarisatie        | Matiging van extreme posities omdat partijen snel medeverantwoordelijk worden voor beleid.      | Normalisering van extreme posities wordt versterkt door uitsluiting en marginalisering.               |